# Frank de Boer
Franciscus de Boer (pronunciado en neerlandés (AFI): ˈfrɑn.sɪs.kʏs də ˈbur), más conocido como Frank de Boer (Hoorn, 15 de mayo de 1970), es un exfutbolista y entrenador neerlandés. Actualmente está libre tras dejar el Al-Jazira.
Jugando como defensor, De Boer pasó la mayor parte de su carrera como jugador profesional con el Ajax, ganando cinco títulos de la Eredivisie, dos Copas KNVB, tres Supercopas, una Supercopa de la UEFA, una Copa de la UEFA, una Liga de Campeones de la UEFA y una Copa Intercontinental. Más tarde pasó cinco años en Barcelona, donde ganó el título de La Liga 1998-99, seguido de breves períodos en Galatasaray, Rangers, Al-Rayyan y Al-Shamal antes de retirarse.
De Boer es el tercer jugador de campo con más partidos internacionales en la historia de la selección neerlandesa, con 112 partidos internacionales. Fue capitán de Oranje a las semifinales tanto de la Copa Mundial de la FIFA 1998 como de la Eurocopa 2000. Es hermano gemelo de Ronald de Boer, con quien fue compañero de equipo en Ajax, Barcelona, Rangers, Al-Rayyan, Al-Shamal y la selección de Países Bajos.
Después de retirarse como futbolista, De Boer pasó a la dirección del equipo juvenil del Ajax y como asistente de Bert van Marwijk con la selección de Países Bajos. En diciembre de 2010, asumió como técnico del Ajax y ganó el título de la Eredivisie en su primera temporada. En 2013, recibió el premio Rinus Michels como entrenador del año en los Países Bajos después de llevar al Ajax a su tercer título consecutivo de la Eredivisie. Luego tuvo breves períodos como entrenador en la Serie A con el Inter de Milán en 2016, Crystal Palace en la Premier League en 2017 y Atlanta United en la MLS de 2018 a 2020. De Boer fue nombrado entrenador de la selección de Países Bajos en septiembre de 2020, pero se marchó menos de un año después, en junio de 2021, después de la decepcionante campaña de la Eurocopa 2020 del equipo.

## Trayectoria

### Como jugador
Destacó como defensa central en el AFC Ajax, con el que consiguió todos los títulos posibles, tanto en los Países Bajos como en Europa. Incluso, tras ganar la Copa de Europa de 1995, se proclamó campeón de la Copa Intercontinental. 
La carrera de De Boer fue paralela a la de su hermano gemelo, el también futbolista Ronald de Boer. Ambos siguieron, hasta 2001, la misma trayectoria profesional. Incluso ficharon juntos por el F. C. Barcelona en 1998, cuando el entrenador del conjunto catalán era Louis van Gaal, el que fuera su entrenador en el Ajax.
Se caracterizó por ser un defensa elegante, con un gran sentido de la colocación, y con una gran capacidad para el juego ofensivo. Desde el centro de la defensa organizaba el ataque del equipo, gracias a su carácter y capacidad de mando, y a su gran pase largo. Poseía un potente chut gracias al cual fue un buen lanzador de faltas y penaltis. 
Tanto en los Países Bajos como en el F. C. Barcelona se le consideró el sucesor de Ronald Koeman. Cuando fichó por el F. C. Barcelona era reconocido como el mejor central zurdo del mundo. En el F. C. Barcelona ganó una Liga Española, en su primera temporada, la 1998-1999. A lo largo de sus cinco años en el conjunto blaugrana fue indiscutible en el eje de la defensa para todos los entrenadores que pasaron por el banquillo del equipo español, a pesar del escaso rendimiento en títulos que tuvieron, achacado según Frank al exceso de individualidades y jugadores neerlandeses en el equipo.

### Como entrenador

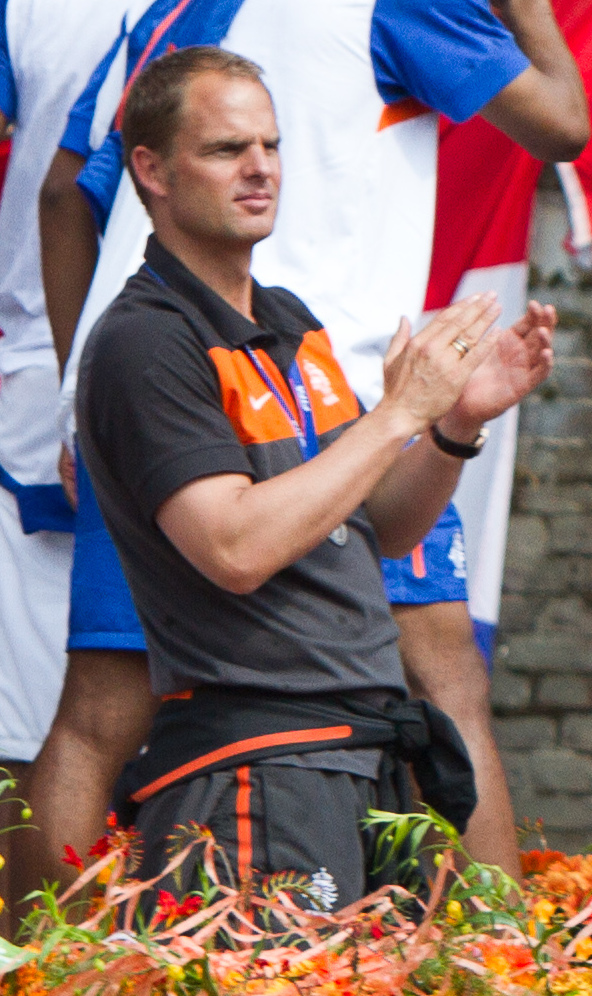
Frank de Boer como asistente de la selección neerlandesa.

En 2007, De Boer asumió el cargo de entrenador en su antiguo club, el Ajax, donde estuvo a cargo del sector juvenil del club. Durante la Copa del Mundo de 2010, fue asistente de la selección neerlandesa de fútbol del entrenador Bert van Marwijk, junto con el jugador retirado Phillip Cocu. El equipo holandés llegó a la final del torneo, perdiendo ante España.

#### Ajax
En diciembre de 2010, fue nombrado entrenador del Ajax Ámsterdam, tras la dimisión de Martin Jol, y debutó el 8 de diciembre contra el A.C. Milan en partido de Liga de Campeones de la UEFA. El club confirmó su continuidad poco después. El 15 de mayo de 2011, justo el día de su cumpleaños y en la última jornada, logró su primer título como entrenador: la liga neerlandesa. El conjunto neerlandés fue capaz de revalidar el título en las tres temporadas siguientes, consiguiendo así ser el primer entrenador que gana cuatro Eredivisies de forma consecutiva. Sin embargo, en mayo de 2016, después de perder la Eredivisie 2015-16 en la última jornada, anunció su salida del club.

#### Inter de Milán
En agosto de 2016, sustituyó a Roberto Mancini en el banquillo del Inter de Milán. Al frente del conjunto nerazzurro, se adjudicó el derbi de Italia frente a la Juventus de Turín, en el estadio Giuseppe Meazza. Fue despedido en noviembre, tras una derrota frente a la Sampdoria, dejando al Inter de Milán en la 12.ª posición de la tabla tras 11 jornadas de la Serie A.

#### Crystal Palace
En junio de 2017, fichó por el Crystal Palace Football Club. Sin embargo, fue destituido tras sólo 77 días en el cargo, habiendo perdido los 4 primeros partidos de la Premier League sin haber podido marcar un solo gol.
Tras su paso por el Palace, el entrenador del Manchester United, José Mourinho, lo calificó de peor entrenador de la historia de la Premier League.

#### Atlanta United
En diciembre de 2018, fue confirmado por el Atlanta United Football Club como su nuevo entrenador para la próxima temporada. En julio de 2020, llegó a un acuerdo con el club para dejar el cargo.

#### Selección de los Países Bajos
El 23 de septiembre de 2020, fue confirmado como el nuevo entrenador de la selección de fútbol de los Países Bajos hasta el año 2022.
El 29 de junio de 2021, se anunció su cese como seleccionador tras la eliminación de Países Bajos en octavos de final de la Eurocopa 2020.

#### Al-Jazira
El 5 de junio de 2023, Al-Jazira anunció a De Boer como sucesor de Marcel Keizer y firmó un contrato de dos años con el club de Abu Dabi. Sin embargo, fue destituido el 11 de diciembre del mismo año.

## Selección nacional
De Boer fue titular de la Selección neerlandesa de fútbol, donde fue seleccionado en 112 ocasiones marcando 13 goles, además participó en grandes eventos como el Mundial de Estados Unidos en 1994 y en el de Francia en 1998. También participó en la Eurocopa de 1996 en Inglaterra, en la del año 2000 celebrada en Países Bajos y Bélgica y en la Eurocopa de Portugal celebrada en el año 2004. Actualmente De Boer es el 2.º jugador con más convocatorias de la historia de la selección "Orange" solamente superado por el guardameta Edwin van der Sar.
Precisamente en la Eurocopa disputada en su país vivió una de sus peores experiencias profesionales. La selección que él capitaneaba, y que era la gran favorita, quedó eliminada en las semifinales ante Italia, en la tanda de penaltis. En aquel partido De Boer falló dos penas máximas: una durante el partido, y otra en la tanda de penaltis.

### Participaciones en la Copa del Mundo
| Mundial                        | Sede           | Resultado        |
| ------------------------------ | -------------- | ---------------- |
| Copa Mundial de Fútbol de 1994 | Estados Unidos | Cuartos de final |
| Copa Mundial de Fútbol de 1998 | Francia        | Cuarto lugar     |

### Participaciones en la Eurocopa
| Edición       | Sede                   | Resultado        |
| ------------- | ---------------------- | ---------------- |
| Eurocopa 1996 | Inglaterra             | Cuartos de final |
| Eurocopa 2000 | Bélgica y Países Bajos | Cuarto lugar     |
| Eurocopa 2004 | Portugal               | Semifinales      |

## Clubes

### Como jugador
| Club            | País         | Año       |
| --------------- | ------------ | --------- |
| Ajax Ámsterdam  | Países Bajos | 1988-1998 |
| F. C. Barcelona | España       | 1998-2003 |
| Galatasaray SK  | Turquía      | 2003      |
| Rangers         | Escocia      | 2004      |
| Al-Rayyan       | Catar        | 2004-2005 |
| Al-Shamal       | Catar        | 2005-2006 |

### Como entrenador

#### Clubes
| Equipo                        | Div.         | Temporada    | Liga  | Liga | Liga | Liga | Liga |       | Copa | Copa | Copa | Copa  |    | Internacional | Internacional | Internacional | Internacional | Internacional |   | Otros | Otros | Otros | Otros |    | Totales     | Totales | Totales | Totales | Totales | Totales | Totales | Totales |
| Equipo                        | Div.         | Temporada    | Part. | G    | E    | P    | Pos. | Part. | G    | E    | P    | Part. | G  | E             | P             | Pos.          | Part.         | G             | E | P     | Part. | G     | E     | P  | Rendimiento | GF      | GC      | Dif.    |         |         |         |         |
| ----------------------------- | ------------ | ------------ | ----- | ---- | ---- | ---- | ---- | ----- | ---- | ---- | ---- | ----- | -- | ------------- | ------------- | ------------- | ------------- | ------------- | - | ----- | ----- | ----- | ----- | -- | ----------- | ------- | ------- | ------- | ------- | ------- | ------- | ------- |
| Ajax · Países Bajos           | 1.ª          | 2010-11      | 17    | 13   | 2    | 2    | 1.º  | 4     | 3    | 0    | 1    | 5     | 3  | 0             | 2             | 1/8           | -             | -             | - | -     | 26    | 19    | 2     | 5  | 75.64%      | 55      | 22      | +33     |         |         |         |         |
| Ajax · Países Bajos           | 1.ª          | 2011-12      | 34    | 23   | 7    | 4    | 1.º  | 3     | 2    | 0    | 1    | 8     | 3  | 2             | 3             | 1/16          | 1             | 0             | 0 | 1     | 46    | 28    | 9     | 9  | 67.39%      | 111     | 53      | +58     |         |         |         |         |
| Ajax · Países Bajos           | 1.ª          | 2012-13      | 34    | 22   | 10   | 2    | 1.º  | 5     | 4    | 0    | 1    | 8     | 2  | 1             | 5             | 1/16          | 1             | 0             | 0 | 1     | 48    | 28    | 11    | 9  | 65.97%      | 107     | 56      | +51     |         |         |         |         |
| Ajax · Países Bajos           | 1.ª          | 2013-14      | 34    | 20   | 11   | 3    | 1.º  | 6     | 5    | 0    | 1    | 8     | 2  | 2             | 4             | 1/16          | 1             | 1             | 0 | 0     | 49    | 28    | 13    | 8  | 65.98%      | 94      | 53      | +41     |         |         |         |         |
| Ajax · Países Bajos           | 1.ª          | 2014-15      | 34    | 21   | 8    | 5    | 2.º  | 3     | 2    | 0    | 1    | 10    | 4  | 2             | 4             | 1/8           | 1             | 0             | 0 | 1     | 48    | 27    | 10    | 11 | 63.19%      | 96      | 46      | +50     |         |         |         |         |
| Ajax · Países Bajos           | 1.ª          | 2015-16      | 34    | 25   | 7    | 2    | 2.º  | 2     | 1    | 0    | 1    | 10    | 2  | 6             | 2             | FG            | -             | -             | - | -     | 46    | 28    | 13    | 5  | 70.29%      | 94      | 33      | +61     |         |         |         |         |
| Ajax · Países Bajos           | Total        | Total        | 187   | 124  | 45   | 18   | -    | 23    | 17   | 0    | 6    | 49    | 16 | 13            | 20            | -             | 4             | 1             | 0 | 3     | 263   | 158   | 58    | 47 | 67.43%      | 557     | 263     | +294    |         |         |         |         |
| Inter de Milán · Italia       | 1.ª          | 2016-17      | 11    | 4    | 2    | 5    | Inc. | -     | -    | -    | -    | 3     | 1  | 0             | 2             | Inc.          | -             | -             | - | -     | 14    | 5     | 2     | 7  | 40.47%      | 15      | 19      | -4      |         |         |         |         |
| Inter de Milán · Italia       | Total        | Total        | 11    | 4    | 2    | 5    | -    | -     | -    | -    | -    | 3     | 1  | 0             | 2             | -             | -             | -             | - | -     | 14    | 5     | 2     | 7  | 40.47%      | 15      | 19      | -4      |         |         |         |         |
| Crystal Palace Inglaterra     | 1.ª          | 2017-18      | 4     | 0    | 0    | 4    | Inc. | 1     | 1    | 0    | 0    | -     | -  | -             | -             | -             | -             | -             | - | -     | 5     | 1     | 0     | 4  | 20%         | 2       | 8       | -6      |         |         |         |         |
| Crystal Palace Inglaterra     | Total        | Total        | 4     | 0    | 0    | 4    | -    | 1     | 1    | 0    | 0    | -     | -  | -             | -             | -             | -             | -             | - | -     | 5     | 1     | 0     | 4  | 20%         | 2       | 8       | -6      |         |         |         |         |
| Atlanta United Estados Unidos | 1.ª          | 2019         | 34    | 18   | 4    | 12   | 3.º  | 5     | 5    | 0    | 0    | 4     | 2  | 0             | 2             | 1/4           | 3             | 2             | 0 | 1     | 46    | 27    | 4     | 15 | 61.6%       | 80      | 55      | +25     |         |         |         |         |
| Atlanta United Estados Unidos | 1.ª          | 2020         | 2     | 2    | 0    | 0    | Inc. | 3     | 0    | 0    | 3    | 3     | 1  | 1             | 1             | Inc.          | -             | -             | - | -     | 8     | 3     | 1     | 4  | 41.67%      | 8       | 9       | -1      |         |         |         |         |
| Atlanta United Estados Unidos | Total        | Total        | 36    | 20   | 4    | 12   | -    | 8     | 5    | 0    | 3    | 7     | 3  | 1             | 3             | -             | 3             | 2             | 0 | 1     | 54    | 30    | 5     | 19 | 58.65%      | 88      | 64      | +24     |         |         |         |         |
| Al-Jazira · EAU               | 1.ª          | 2023-24      | 10    | 4    | 2    | 4    | Inc. | 4     | 1    | 2    | 1    | -     | -  | -             | -             | -             | -             | -             | - | -     | 14    | 5     | 4     | 5  | 45.23%      | 29      | 28      | +1      |         |         |         |         |
| Al-Jazira · EAU               | Total        | Total        | 10    | 4    | 2    | 4    | -    | 4     | 1    | 2    | 1    | -     | -  | -             | -             | -             | -             | -             | - | -     | 14    | 5     | 4     | 5  | 45.23%      | 29      | 28      | +1      |         |         |         |         |
| Total clubes                  | Total clubes | Total clubes | 248   | 152  | 53   | 43   | -    | 36    | 24   | 2    | 10   | 59    | 20 | 14            | 25            | -             | 7             | 3             | 0 | 4     | 350   | 199   | 69    | 82 | 63.43%      | 691     | 382     | +309    |         |         |         |         |
| 1. 2. 3.                      |              |              |       |      |      |      |      |       |      |      |      |       |    |               |               |               |               |               |   |       |       |       |       |    |             |         |         |         |         |         |         |         |

#### Selección
| Países Bajos        | 2020-21             | 4   | 2   | 2  | 0  | FG | 3  | 2  | 0 | 1  | 4  | 3  | 0  | 1  | 1/8 | 4  | 1 | 2 | 1 | 15  | 8   | 4  | 3  | 62.22% | 31  | 15  | +16  |
| Total selección     | Total selección     | 4   | 2   | 2  | 0  | -  | 3  | 2  | 0 | 1  | 4  | 3  | 0  | 1  | -   | 4  | 1 | 2 | 1 | 15  | 8   | 4  | 3  | 62.22% | 31  | 15  | +16  |
| Total en su carrera | Total en su carrera | 252 | 154 | 55 | 43 | -  | 39 | 26 | 2 | 11 | 63 | 23 | 14 | 26 | -   | 11 | 4 | 2 | 5 | 365 | 207 | 73 | 85 | 63.38% | 722 | 397 | +325 |

#### Resumen por competiciones
| Competición                      | Partidos | Ganados | Empatados | Perdidos | Ganados % |        |
| Clubes                           | Clubes   | Clubes  | Clubes    | Clubes   | Clubes    | Clubes |
| -------------------------------- | -------- | ------- | --------- | -------- | --------- | ------ |
| Eredivisie                       | 187      | 124     | 45        | 18       | 74.33%    |        |
| Copa de los Países Bajos         | 23       | 17      | 0         | 6        | 73.91%    |        |
| Supercopa de los Países Bajos    | 4        | 1       | 0         | 3        | 25%       |        |
| Serie A                          | 11       | 4       | 2         | 5        | 42.42%    |        |
| Premier League                   | 4        | 0       | 0         | 4        | 0%        |        |
| EFL Cup                          | 1        | 1       | 0         | 0        | 100%      |        |
| MLS                              | 36       | 20      | 4         | 12       | 59.26%    |        |
| MLS Cup                          | 3        | 2       | 0         | 1        | 66.67%    |        |
| US Open Cup                      | 5        | 5       | 0         | 0        | 100%      |        |
| MLS is Back                      | 3        | 0       | 0         | 3        | 0%        |        |
| UAE Pro League                   | 10       | 4       | 2         | 4        | 46.67%    |        |
| Copa de Liga EAU                 | 4        | 1       | 2         | 1        | 41.67%    |        |
| Liga de Campeones de la UEFA     | 27       | 7       | 8         | 12       | 35.81%    |        |
| Liga Europea de la UEFA          | 25       | 10      | 5         | 10       | 46.67%    |        |
| Liga de Campeones de la Concacaf | 7        | 3       | 1         | 3        | 47.62%    |        |
| Total clubes                     | 350      | 199     | 69        | 82       | 63.43%    |        |
| Selección                        |          |         |           |          |           |        |
| Liga de Naciones                 | 4        | 2       | 2         | 0        | 66.67%    |        |
| Clasificatorias Mundial          | 3        | 2       | 0         | 1        | 66.67%    |        |
| Eurocopa                         | 4        | 3       | 0         | 1        | 75%       |        |
| Amistosos                        | 4        | 1       | 2         | 1        | 41.67%    |        |
| Total selección                  | 15       | 8       | 4         | 3        | 62.22%    |        |
| Total en su carrera              | 365      | 207     | 73        | 85       | 63.38%    |        |

## Palmarés

### Como jugador

#### Campeonatos nacionales
| Título                        | Equipo          | País         | Año  |
| ----------------------------- | --------------- | ------------ | ---- |
| Eredivisie                    | Ajax Ámsterdam  | Países Bajos | 1990 |
| Copa de los Países Bajos      | Ajax Ámsterdam  | Países Bajos | 1993 |
| Supercopa de los Países Bajos | Ajax Ámsterdam  | Países Bajos | 1993 |
| Eredivisie                    | Ajax Ámsterdam  | Países Bajos | 1994 |
| Supercopa de los Países Bajos | Ajax Ámsterdam  | Países Bajos | 1994 |
| Eredivisie                    | Ajax Ámsterdam  | Países Bajos | 1995 |
| Supercopa de los Países Bajos | Ajax Ámsterdam  | Países Bajos | 1995 |
| Eredivisie                    | Ajax Ámsterdam  | Países Bajos | 1996 |
| Copa de los Países Bajos      | Ajax Ámsterdam  | Países Bajos | 1998 |
| Eredivisie                    | Ajax Ámsterdam  | Países Bajos | 1998 |
| Primera División de España    | F. C. Barcelona | España       | 1999 |

#### Copas internacionales
| Título                       | Equipo         | País/Sede | Año  |
| ---------------------------- | -------------- | --------- | ---- |
| Copa de la UEFA              | Ajax Ámsterdam | Ámsterdam | 1992 |
| Liga de Campeones de la UEFA | Ajax Ámsterdam | Viena     | 1995 |
| Copa Intercontinental        | Ajax Ámsterdam | Tokio     | 1995 |
| Supercopa de Europa          | Ajax Ámsterdam | Ámsterdam | 1995 |

### Como entrenador

#### Campeonatos nacionales
| Título                        | Equipo         | País           | Año  |
| ----------------------------- | -------------- | -------------- | ---- |
| Eredivisie                    | Ajax Ámsterdam | Países Bajos   | 2011 |
| Eredivisie                    | Ajax Ámsterdam | Países Bajos   | 2012 |
| Eredivisie                    | Ajax Ámsterdam | Países Bajos   | 2013 |
| Supercopa de los Países Bajos | Ajax Ámsterdam | Países Bajos   | 2013 |
| Eredivisie                    | Ajax Ámsterdam | Países Bajos   | 2014 |
| US Open Cup                   | Atlanta United | Estados Unidos | 2019 |

#### Distinciones individuales
| Distinción                                             | Año  |
| ------------------------------------------------------ | ---- |
| Miembro del equipo de las estrellas de la Copa Mundial | 1998 |